# El jardinero de los Veil-Picard
El Retrato del jardinero de los Veil-Picard es una pintura al óleo sobre madera de 28 × 40 cm del pintor italiano Giovanni Boldini fechada alrededor de 1897 y que aparece en el reverso de la tapa de la caja de pinturas del artista. Se conserva in situ en la propia caja de pinturas (inv. 2699) en el museo Giovanni Boldini de Ferrara.

## Contexto
Según la viuda del artista, Emilia Cardona (primera fuente biográfica) y la literatura (véase Dini y Dini, p. 286), Boldini viajó a Besanzón en 1897, como invitado del matrimonio Veil-Picard, en cuya ocasión parece haber pintado el Retrato de Madame Olga Veil-Picard. Pero a pesar de la fecha 1897 escrita en el lienzo por el propio artista, Olga Veil-Picard fue representada el año anterior, ya que su efigie fue expuesta en Pittsburgh en el otoño de 1896, antes de ser presentada en el Salón del Campo de Marte la primavera siguiente. El retrato del jardinero de los Veil-Picard data probablemente de esta época y está realizado en el interior de la tapa del estuche del pintor. 

## Análisis
Esta "decoración" es singularmente llamativa por el altísimo nivel pictórico y el evidente carácter improvisado: más allá del uso inusual del estuche, donde se guardan los colores, la paleta y los pinceles, como soporte Boldini logra restaurar, con una pintura que recuerda a su fase inicial macchiaioli, los rasgos personales del hombre gordo y corpulento. Sentado en un banco del jardín, sosteniendo el cigarrillo entre los dedos, el sirviente de los Veil-Picard se presta a la pose sin ninguna afectación convirtiéndose en protagonista de una de las obras más verdaderas y sinceras del artista, muy alejada de la mirada cosmopolita y sofisticada de sus retratos oficiales. 